# Aonach Eagach
Aonach Eagach är en ås i Storbritannien.   Den ligger i kommunen Highland och riksdelen Skottland, i den nordvästra delen av landet. Den högsta toppen är Sgorr nam Fiannaidh, 967 meter över havet.